# Conjecture de Hadwiger
Pour l'article homonyme, voir Conjecture de Hadwiger (géométrie combinatoire)
Ne doit pas être confondu avec Théorème de Hadwiger.
En théorie des graphes, la conjecture de Hadwiger est une conjecture très générale sur les problèmes de coloration de graphes. Formulée en 1943 par Hugo Hadwiger, elle énonce que si le graphe complet à k sommets, noté {\displaystyle K_{k}}, n'est pas un mineur d'un graphe {\displaystyle G}, alors il est possible de colorer les sommets de {\displaystyle G} avec {\displaystyle k-1} couleurs.
Hadwiger a prouvé les cas {\displaystyle k\leq 4} dans le même article qui formule la conjecture. Wagner a prouvé en 1937 que le cas {\displaystyle k=5} est équivalent au théorème des quatre couleurs, et la démonstration en 1976 par Appel et Haken du théorème des quatre couleurs a donc prouvé en même temps la conjecture de Hadwiger pour le cas {\displaystyle k=5}.
En 1993, Robertson, Seymour, et Thomas ont prouvé que le cas {\displaystyle k=6} pouvait également se ramener au théorème des quatre couleurs. Ce nouveau résultat les a conduits à vérifier la preuve du théorème des quatre couleurs, et finalement à la simplifier.
La conjecture de Hadwiger reste ouverte pour {\displaystyle k>6}.